# یلوویتسا (پیروت)
یلوویتسا (به صربی: Jelovica) یک منطقهٔ مسکونی در صربستان است که در پیروت واقع شده‌است. یلوویتسا ۱۱۳ نفر جمعیت دارد.